# Ilha Revillagigedo
A 'ilha Revillagigedo é uma ilha do Arquipélago Alexandre, no sul do Alasca, Estados Unidos. Com 2754 km² de área, é a 12.ª maior ilha dos Estados Unidos e a 166.ª maior do mundo. Administrativamente está incluída no distrito de Ketchikan Gateway. Tinha 13 950 habitantes em 2000.
A ilha está separada do Alasca continental pelo canal de Behm, da ilha do Príncipe de Gales a oeste pelo estreito de Clarence, e da ilha Annette a sul pelo canal de Revillagigedo e pela passagem de Nichols. O primeiro europeu a ver a ilha Revillagigedo foi o explorador espanhol Jacinto Caamaño em 1792; foi George Vancouver que deu o nome à ilha, a partir de Juan Vicente de Güemes, 2.º conde de Revillagigedo, então vice-rei da Nova Espanha (México), no ano de 1793.

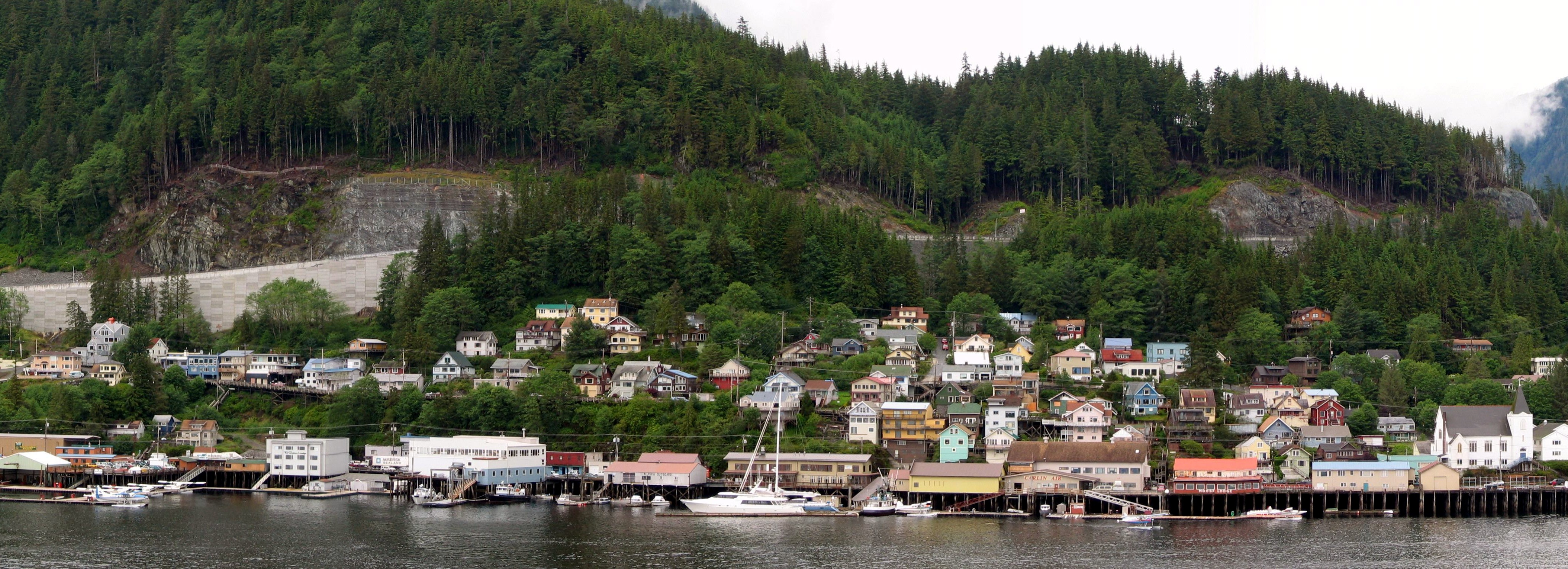
Ketchikan, na ilha de Revillagigedo.

As únicas cidades na ilha são Ketchikan e Saxman. As indústrias principais são a pesca, conservas, indústria madeireira e turismo.
O nome completo, "Revillagigedo", é raramente usado pelos residentes na ilha, que se lhe referem como "Revilla" (rəˈvɪlə).